# Istidinemia
L'istidinemia o istidinuria è una malattia metabolica a carattere autosomico recessivo causata dalla carenza dell'enzima istidasi, fondamentale per il metabolismo dell'amminoacido istidina; inizialmente ritenuta causa di diversi disturbi dello sviluppo, l'istidinemia è ora considerata una malattia relativamente benigna nella maggior parte dei casi, al punto che negli screening diagnostici prenatali viene sempre meno indagata e, di conseguenza, la sua apparente prevalenza è in diminuzione.

## Epidemiologia
Nonostante si tratti di una malattia rara, l'istidinemia è l'errore congenito del metabolismo più diffuso tra quelli conosciuti: la sua incidenza è di un caso ogni 8600 neonati nel Québec, di un caso ogni 180000 neonati nello Stato di New York e di un caso ogni 9600 in Giappone; in uno screening a tappeto a cui sono stati sottoposti 20 milioni di neonati, l'incidenza è risultata essere di un caso ogni 12000 individui.

## Eziologia

L'ereditarietà dell'istidinemia è a carattere autosomico recessivo

L'instidinemia è un errore congenito del metabolismo responsabile di una funzionalità ridotta o assente dell'enzima istidina ammoniaca-liasi (istidasi). Il gene che codifica per questo enzima è lungo circa 25mila paia di basi e consta di 21 esoni collocati sul braccio lungo del cromosoma 12, in corrispondenza dei loci genici 12q22-q24.1. Sono attualmente note 8 differenti mutazioni recessive patogeniche a carico di questo gene: si tratta di quattro mutazioni missenso, due polimorfismi a carico degli esoni e due polimorfismi a carico degli introni.

## Clinica

### Segni e sintomi
L'istidinemia è considerata solitamente benigna, in quanto buona parte dei soggetti affetti restano asintomatici, nonostante alcuni studi effettuati durante i primi anni dalla scoperta della patologia suggerissero una correlazione tra l'istidinemia e problemi dello sviluppo quali iperattività, ritardo nello sviluppo del linguaggio, ritardo globale dello sviluppo, disturbi dell'apprendimento e, in casi più gravi, ritardo mentale; venne però successivamente dimostrato che questi riscontri erano stati casuali e occasionali, dunque venne smentita la correlazione tra l'istidinemia e questi disturbi.

### Diagnosi
L'istidinemia è caratterizzata da livelli più alti del normale di istidina, istamina e imidazolo nel sangue, nelle urine e nel liquor; un metabolita dell'istidina, l'acido urocanico, è invece presente in concentrazioni inferiori al normale nel sangue, nelle urine e nella cute. In Giappone, uno screening effettuato su neonati entro il compimento del mese di vita dimostrò che un livello di 6 mg/dl o superiore rende possibile il sospetto diagnostico di istidinemia. Una caratteristica tipica dell'istidinemia è un aumento dei livelli di istidina nel sangue dalle normali 70-120 micromoli a valori compresi tra 290 e 1420 micromoli. L'analisi quantitativa dell'acido imidazolpiruvico, un altro metabolita dell'istidina, nelle urine può essere utile per la diagnosi di istidinemia, tuttavia è considerata fuorviante nei pazienti in età pediatrica e, per questo, non effettuata sui bambini più piccoli.

## Trattamento
Gli elevati livelli di istidina nell'organismo possono essere progressivamente abbassati grazie ad una dieta dal basso contenuto di quest'amminoacido, tuttavia tale regime alimentare, nella stragrande maggioranza dei pazienti affetti da istidinemia, non è necessario.